# Saab 91 Safir
Il Saab 91 Safir (Zaffiro in lingua svedese) è un aereo da addestramento, costruito dalla svedese Saab, a partire dalla seconda metà degli anni quaranta. Monoplano e monomotore, venne costruito su licenza anche dall'olandese De Schelde.

## Storia
Il progetto del Saab 91 risale agli ultimi periodi della seconda guerra mondiale: si trattava di un aereo da addestramento, realizzato dalla casa costruttrice senza una specifica richiesta, il cui prototipo venne portato in volo per la prima volta sul finire del 1945.
Si tratta di un velivolo con struttura interamente metallica ed ala a sbalzo; il carrello d'atterraggio è di tipo triciclo anteriore, retrattile. Il progetto venne realizzato da Anders J. Andersson, che aveva collaborato alla progettazione del Bücker Bü 181 ed i due aerei impiegarono diverse soluzioni comuni.
Il primo esemplare era dotato di motore de Havilland Gipsy Major 1C, in grado di sviluppare una potenza di 130 hp; l'ala era a sbalzo e la cabina di pilotaggio poteva ospitare 3 persone (compreso l'istruttore).
Dopo i primi positivi collaudi, venne decisa la produzione in serie del Safir e si stabilì di dotare il velivolo del più potente de Havilland Gipsy Major 10, indicandolo come Saab 91A.

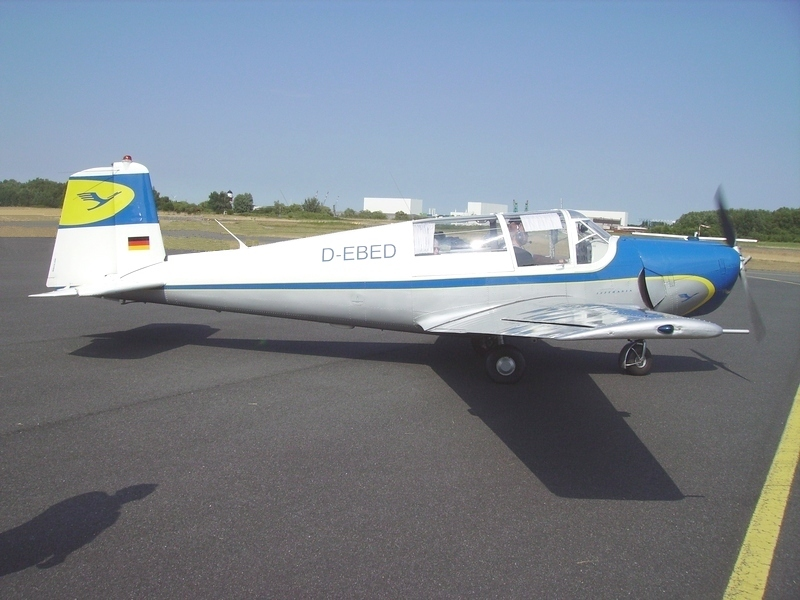
Un Safir 91B, con i colori della Lufthansa.

Nel 1949 venne realizzata una seconda versione, in questo caso motorizzata con un AVCO Lycoming O-435-A (motore a 6 cilindri contrapposti che erogava una potenza di 190 hp): questa versione venne adottata dalla Svenska Flygvapnet che destinò gli esemplari acquistati a compiti di addestramento basico. In questo caso l'aereo, identificato come Saab 91B dal costruttore, acquisì la designazione di Sk50 attribuita dall'Aviazione Svedese (da Skolflygplan, formatore in lingua svedese).
Nel corso del 1953 vide la luce una terza versione (Saab 91C), caratterizzata dalla cabina quadriposto. L'ultima versione (Saab 91D) venne realizzata nell'intento di alleggerire il velivolo ed era dotata di impiantistica modernizzata; era inoltre equipaggiata con motore AVCO Lycoming O-360 (a 4 cilindri contrapposti) della potenza di 180 hp.
Il Saab 91 Safir venne realizzato complessivamente in 323 esemplari e venne impiegato (in ruoli sia militari che civili) in una ventina di paesi.
Nel corso degli anni il prototipo del Safir venne impiegato per collaudare (su scala ridotta) le ali che sarebbero state successivamente impiegate sul Saab 29 Tunnan e sul Saab 32 Lansen.

## Versioni

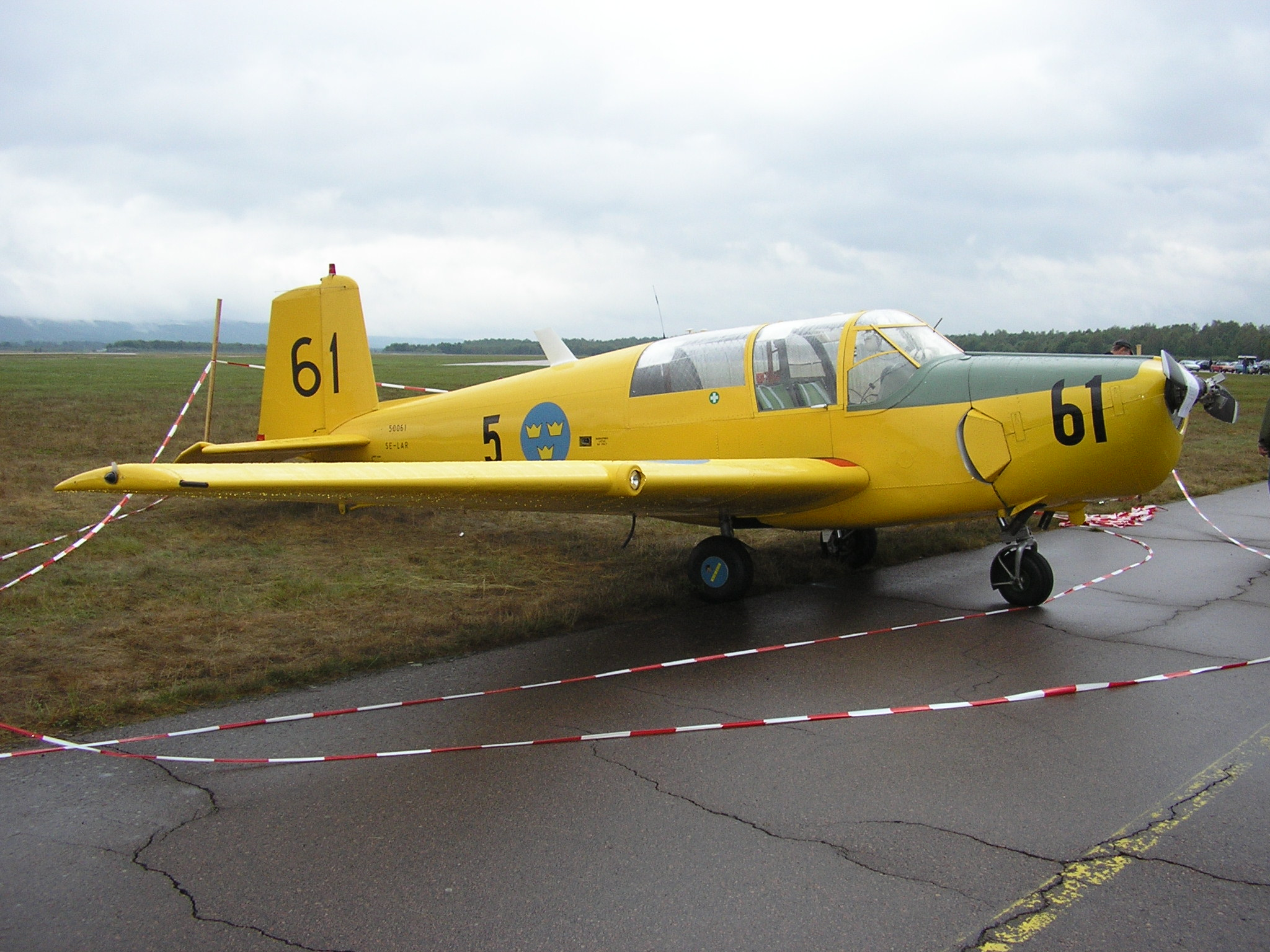
Un Safir, nella livrea della Svenska Flygvapnet.

- Saab 91A: prima versione di serie, prodotta a partire dal 1946; costruita in 48 esemplari, di cui 16 venduti all'Etiopia. Montava il motore in linea a 4 cilindri, de Havilland Gipsy Major.
- Saab 91B: versione dotata del motore Avco-Lycoming O-435; venne acquistato in 75 esemplari dalla Svenska Flygvapnet; altri 14 andarono, nuovamente, all'Etiopia e 25 (in una variante denominata 91B-2) alla norvegese Kongelige Norske Luftforsvaret. Questa versione ebbe anche un discreto successo tra le compagnie civili: tra gli acquirenti vi furono la Lufthansa, l'Air France e la Sabena. Impossibilitata a far fronte a tutte le richieste, la Saab affidò la costruzione di alcuni esemplari all'olandese De Schelde che li realizzò nei propri stabilimenti di Dordrecht.
- Saab 91C: prima versione con abitacolo a 4 posti; la modifica è stata possibile spostando i serbatoi del carburante all'interno delle ali. Di questa versione 14 unità andarono all'aeronautica svedese.
- Saab 91D: versione finale, prodotta dal 1957; motorizzata con il 4 cilindri Lycoming O-360, venne acquistato dalle forze armate di Austria, Finlandia, Paesi Bassi e Tunisia. Due dei 16 esemplari finlandesi erano dotati di fotocamere per compiti di ricognizione. L'ultimo esemplare prodotto lasciò le linee di montaggio l'8 luglio 1966.

## Utilizzatori

### Militari
Austria
- Österreichische Luftstreitkräfte

 Etiopia
- Ye Ithopya Ayer Hayl

 Finlandia
- Suomen ilmavoimat
- Rajavartiolaitos[3]

 Giappone
- Technical Research and Development Institute (技術研究本部)[4]

 Norvegia
- Kongelige Norske Luftforsvaret

 Svezia
- Svenska Flygvapnet

 Tunisia

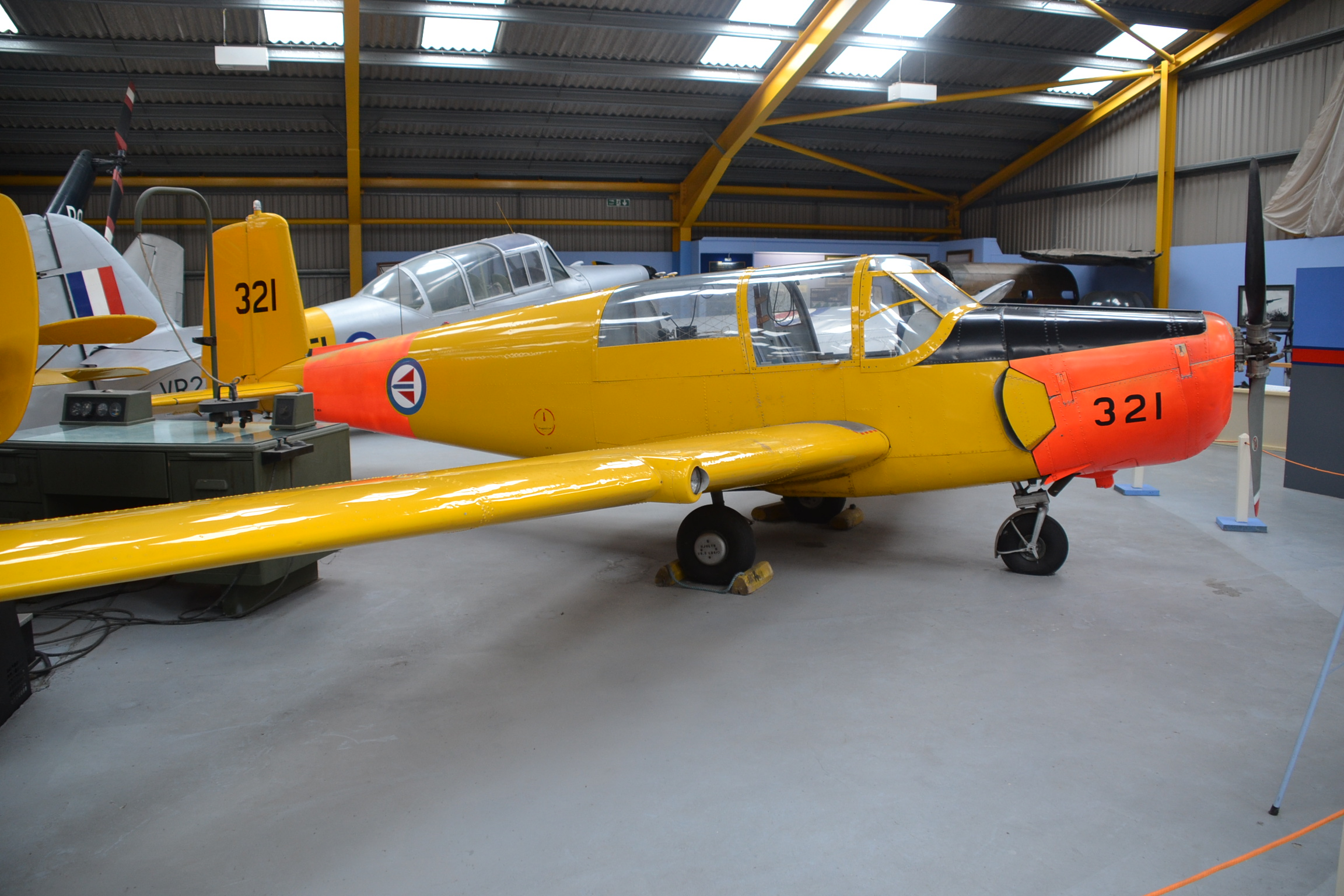
SAAB 91 Safir, Kongelige Norske Luftforsvaret

- Al-Quwwat al-Jawwiyya al-Jamahiriyya al-Tunisiyya

### Civili
Belgio
- Sabena

 Francia
- Air France

 Germania
- Lufthansa

 Paesi Bassi
- Rijksluchtvaartschool

 Paraguay
- Paraguayan Aeroclub

## Velivoli comparabili
Canada
- de Havilland Canada DHC-1 Chipmunk

 Italia
- Macchi M.416; (S-11 prodotto su licenza)
- Piaggio P.148

 Paesi Bassi
- Fokker S-11 Instructor